# Airoran jezik
Airoran jezik (adora, aeroran, iriemkena; ISO 639-3: air), jedan od 7 kwerba jezika, porodica tor-kwerba, kojim govori oko 1 000 ljudi (1998 SIL) u indonezijskoj regenciji Jayapura na otoku Nova Gvineja, osobito u području planina Mamberamo i na donjem toku rijeke Apauwer.
Prema starijoj klasifikaciji pripadao je s ostalim kwerba jezicima transnovogvinejskoj porodici

## Vanjske poveznice
- Ethnologue (14th)